# Dillon Serna
Dillon Serna (Brighton, 25 maart 1994) is een Amerikaans voetballer die bij voorkeur als middenvelder speelt. Hij debuteerde in 2013 in het betaald voetbal in het shirt van Colorado Rapids.

## Clubcarrière
Op 14 januari 2013 tekende Serna als Home Grown Player bij Colorado Rapids. Serna had daarvoor al enkele jaren in de jeugdopleiding bij Colorado Rapids gespeeld en trainde in 2012 ook regelmatig mee met het eerste team. Op 28 oktober 2013 maakte hij tegen Vancouver Whitecaps zijn debuut voor Colorado.

## Clubstatistieken
| Seizoen | Club            | Competitie          | Wed. | Doelp. |
| ------- | --------------- | ------------------- | ---- | ------ |
| 2013    | Colorado Rapids | Major League Soccer | 1    | 0      |
| 2014    | Colorado Rapids | Major League Soccer | 27   | 3      |
| 2015    | Colorado Rapids | Major League Soccer | 15   | 3      |
| 2016    | Colorado Rapids | Major League Soccer | 9    | 1      |
| 2017    | Colorado Rapids | Major League Soccer | 19   | 1      |
| 2018    | Colorado Rapids | Major League Soccer | 20   | 1      |
| 2019    | Colorado Rapids | Major League Soccer | 10   | 0      |
| Totaal  | Totaal          | Totaal              | 101  | 9      |

## Interlandcarrière
Serna speelde verschillende wedstrijden voor het O-20 team van de Verenigde Staten,maar behaalde niet de selectie die meedeed aan het Wereldkampioenschap voetbal onder 20 in 2013.